# Jonas Eriksson (fotbollsdomare)
Hans Jonas Eriksson, född 28 mars 1974 i Örnäsets församling i Luleå i Norrbottens län, är en svensk före detta fotbollsdomare på svensk och internationell elitnivå, samt affärsman.

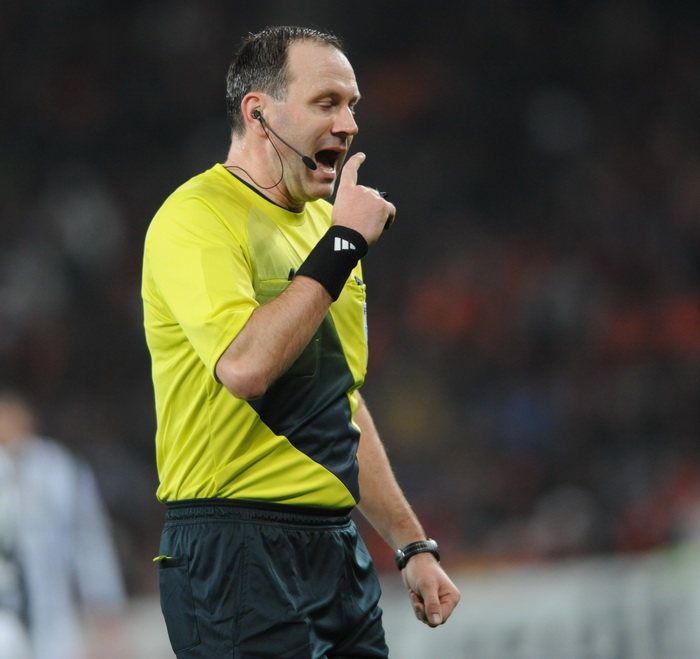
Jonas Eriksson Jonas under matchen mellan Sjachtar Donetsk - Juventus 2012.

## Biografi
Eriksson föddes i Luleå där han även växte upp. Han är gift och har två döttrar. Han bosatte sig senare i Sigtuna.

## Karriär

### Fotbollsdomare
År 1988 började Eriksson döma fotboll i IFK Luleå. Han blev distriktsdomare 1989, förbundsdomare 1994, elitdomare 2000 och Fifadomare 2002. Han debuterade som fotbollsdomare i Allsvenskan 2000 där han dömt 340 matcher. I maj 2018 slog Eriksson rekord över dömda matcher i allsvenskan, 339 stycken.[när?] Därtill dömde han 47 matcher i Superettan mellan åren 1998 och 2011. Sedan 2000 har han dömt 142 internationella matcher.[när?]
Förutom Allsvenskan har han även dömt internationella matcher, exempelvis Champions League, samt EM- och VM-matcher.

#### EM 2012
Under Europamästerskapet i fotboll 2012 dömde Eriksson flera av matcherna. Under VM 2014 i Brasilien var Eriksson en av tre svenska domare.

#### Champions League 2014
Eriksson dömde åttondelsfinal i Champions League mellan Manchester City och FC Barcelona i februari 2014. Han blev hårt kritiserad för ett domslut av Manchester Citys tränare Manuel Pellegrini som på en presskonferens ansåg att Eriksson var partisk. Pellegrini beklagade sig över att svenska domare får lov att döma i matcher av den digniteten. Pellegrini betraktade Sveriges Allsvenskan som mindre viktig än de stora tävlingarna i Europa. I efterhand bad Pellegrini om ursäkt och drog delvis tillbaka sin anklagelse.

#### Domarkarriären avslutas
Den 30 maj 2018 meddelade Eriksson att han slutar döma fotbollsmatcher. Detta efter att inte fått döma VM 2018 i Ryssland och för att han närmade sig pensionsåldern, 45 år. Eriksson hade redan bestämt sig för att lägga av efter VM i Ryssland 2018. Eftersom det inte blev något deltagande i Ryssland för Team Eriksson avslutade han själv karriären innan VM, sommaren 2018. Eriksson vittnade också till SVT Sport om att det finns ett ledarskap inom UEFA och FIFA (de två stora fotbollsförbunden) som gör att han inte ville fortsätta sin karriär. Den 30 maj 2018 meddelade Eriksson att domarkarriären var över. Han dömde sin sista match lördagen den andra maj 2018 mellan Island och Norge.

### Expertkommentator
Efter att Eriksson avslutat karriären som fotbollsdomare har han bland annat verkat som expertkommentator.
År 2018 verkade Eriksson som expertkommentator på SVT under herrarnas  Fotbolls-VM i Ryssland. Året därpå medverkade han I studion under damernas  FIFA- Fotbolls-VM 2019 på TV4/Cmore under matchen USA–England. Under Fotbolls-EM 2020 var han expertkommentator för SVT och han fortsatte arbeta för SVT vid damernas Fotbolls-EM 2022 i England.
Under herrarnas fotbolls-VM 2022 som spelades i Qatar deltog Eriksson som expertkommentator i SVT:s studiopanel tillsammans med André Pops, Daniel Nannskog och Therese Strömberg.

### Övrigt
Jonas Eriksson började sin civila yrkeskarriär inom journalistiken. Han var knattereporter på Barnjournalen i SVT och senare juniorreporter och journalist på NSD, Norrbottens-Kuriren, värnpliktsnytt och slutligen Aftonbladet. 
Eriksson var sedan en av tre delägare i företaget IEC Sports, ett företag som köper och säljer TV-rättigheter. Där arbetade han som försäljningschef och satt i dess styrelse. Eriksson och de andra huvudägarna sålde senare bolaget.
Eriksson var 2014 sommarvärd i Sommar i P1  på Sveriges Radio. Programmet sändes den 19 juli 2014. År 2016 deltog han i SVT:s På spåret tillsammans med Åsa Sandell, samt i Sommarpratarna. Eriksson medverkade som en av drakarna i den fjärde säsongen av Draknästet. Serien sändes hösten 2021.
Den 13 oktober 2021 gav Eriksson ut en självbiografin Korthuset, som handlar om ”en domares berättelse om kickarna och spelet bakom världsfotbollen”. 20 augusti 2024 utgavs boken Ögonblick som skakade fotbollen. 
Eriksson driver tillsammans med Niklas Wikegård gym samt padelbanor på tre olika ställen i Sigtuna kommun.

## Utmärkelser
Eriksson utsågs till årets manliga domare vid svenska Fotbollsgalan 2009, 2012 och 2014. 2010 rankades han som en av Europas 10 bästa domare.